# 123-й меридіан західної довготи
123-й меридіан західної довготи — лінія довготи, що лежить на 123 градуси західніше Гринвіцького меридіана. Вона проходить від Північного полюса через Північний Льодовитий океан, Північну Америку, Тихий океан, Південний океан та Антарктиду до Південного полюса.
123-й меридіан західної довготи формує велике коло разом із 57-мим меридіаном східної довготи.

## Список географічних об'єктів, що перетинає 123° зх. д.
Починаючи на Північному полюсі та рухаючись до Південного полюса, 123-й меридіан західної довготи проходить через:
| Координати                                                   | Країна, територія або море | Примітки |
| ------------------------------------------------------------ | -------------------------- | --- |
| 90°0′ пн. ш. 123°0′ зх. д. / 90.000° пн. ш. 123.000° зх. д.  | Північний Льодовитий океан | |
| 76°6′ пн. ш. 123°0′ зх. д. / 76.100° пн. ш. 123.000° зх. д.  | Канада                     | Північно-Західні території — проходить через острів Принца Патріка                                                   |
| 76°1′ пн. ш. 123°0′ зх. д. / 76.017° пн. ш. 123.000° зх. д.  | Протока Мак-Клур           | |
| 74°27′ пн. ш. 123°0′ зх. д. / 74.450° пн. ш. 123.000° зх. д. | Канада                     | Північно-Західні території — проходить через острів Бенкс                                                            |
| 71°5′ пн. ш. 123°0′ зх. д. / 71.083° пн. ш. 123.000° зх. д.  | Затока Амундсена           | |
| 69°49′ пн. ш. 123°0′ зх. д. / 69.817° пн. ш. 123.000° зх. д. | Канада                     | Північно-Західні території — проходить через Велике Ведмеже озеро Британська Колумбія — проходить східніше Ванкувера |
| 49°4′ пн. ш. 123°0′ зх. д. / 49.067° пн. ш. 123.000° зх. д.  | Затока Бондері-Бей[en]     | |
| 48°40′ пн. ш. 123°0′ зх. д. / 48.667° пн. ш. 123.000° зх. д. | США                        | Вашингтон — проходить через острови Оркас[en], Шо[en] та Сан-Хуан[en]                                                |
| 48°27′ пн. ш. 123°0′ зх. д. / 48.450° пн. ш. 123.000° зх. д. | Протока Хуан-де-Фука[en]   | |
| 48°5′ пн. ш. 123°0′ зх. д. / 48.083° пн. ш. 123.000° зх. д.  | США                        | Вашингтон Орегон — проходить через Сейлем Каліфорнія                                                                 |
| 38°18′ пн. ш. 123°0′ зх. д. / 38.300° пн. ш. 123.000° зх. д. | Тихий океан                | |
| 38°1′ пн. ш. 123°0′ зх. д. / 38.017° пн. ш. 123.000° зх. д.  | США                        | Каліфорнія — проходить через мис Реєс[en]                                                                            |
| 38°0′ пн. ш. 123°0′ зх. д. / 38.000° пн. ш. 123.000° зх. д.  | Тихий океан                | |
| 37°42′ пн. ш. 123°0′ зх. д. / 37.700° пн. ш. 123.000° зх. д. | США                        | Каліфорнія — проходить через острів Південний Фараллон                                                               |
| 37°42′ пн. ш. 123°0′ зх. д. / 37.700° пн. ш. 123.000° зх. д. | Тихий океан                | |
| 60°0′ пд. ш. 123°0′ зх. д. / 60.000° пд. ш. 123.000° зх. д.  | Південний океан            | |
| 73°41′ пд. ш. 123°0′ зх. д. / 73.683° пд. ш. 123.000° зх. д. | Антарктида                 | Проходить через Землю Мері Берд, на яку жодна країна не претендує                                                    |